# Парников газ
Парниковите газове са газовете в атмосферата, които абсорбират и излъчват радиация в инфрачервения спектър. Този процес стои в основата на парниковия ефект. Основните парникови газове в атмосферата на Земята са: водна пара, въглероден диоксид, метан, диазотен оксид и озон. Парниковите газове влияят силно на температурата на Земята и без тях земната повърхност би била около 33 °C по-студена отколкото сега.
Парниковите газове съществуват в много атмосфери, създавайки парникови ефекти на Марс, Титан и особено в плътната атмосфера на Венера.
Човешките дейности от началото на Индустриалната революция (около 1750 г.) са увеличили концентрацията на метан в атмосферата с над 150% и на въглероден диоксид с над 50%, до ниво, невиждано от над 3 милиона години. Въглеродният диоксид причинява около 3/4 от глобалното затопляне и може да отнеме хиляди години, за да бъде напълно усвоен от въглеродния цикъл. Метанът причинява по-голямата част от останалото затопляне и остава в атмосферата средно 12 години.
Средната глобална повърхностна температура се е повишила с 1,2 °C в резултат на емисиите на парникови газове. Ако настоящите нива на емисиите продължат, тогава температурите ще надминат 2,0 °C някъде между 2040 г. и 2070 г., което е нивото, което
Междуправителствената група по изменение на климата на ООН (IPCC) казва, че е „опасно“.
По-голямата част от антропогенните емисии на въглероден диоксид идват от изгарянето на изкопаеми горива, главно въглища, нефт (включително масла) и природен газ. Допълнителен принос идва от производството на цимент, производството на торове и промените в земеползването, като обезлесяването. Емисиите на метан произлизат от селското стопанство, производството на изкопаеми горива, отпадъците и други източници.

## Природни източници и човешки източници
В доклада от 2007 г. на Междуправителствения панел по климатични промени се отбелязва, че „промените в атмосферната концентрация на парниковите газове и аерозолите в земната повърхност и в слънчевата радиация изменят енергийния баланс на климатичната система“ и се прави заключението, че „увеличаването на концентрацията на парниковите газове в резултат на човешка дейност е най-вероятната причина за нарастването на глобалната средна температура след средата на XX век.“

## Ролята на водните пари
Водните пари са естествен парников газ, който е отговорен за 36 – 66% от парниковия ефект. Концентрациите на водните пари нарастват и падат в различни области, но човешката дейност не влияе пряко на тяхната концентрация, освен на местно ниво, като например напоявани площи.
По-топлия въздух може да съдържа повече водни пари. Последните метеорологични модели прогнозират, че увеличаването на концентрациите на горещите водни пари значително ще увеличи парниковия ефект от антропогенните емисии. В действителност водната пара дава положителна обратна връзка за активността на други газове, като въглероден диоксид.

## Въглероден диоксид
Източници на въглероден диоксид в земната атмосфера са вулканичните емисии, жизнената дейност на биосферата и човешката дейност (антропогенни фактори).
Според най-новите научни данни основният източник на въглероден диоксид в атмосферата са антропогенни източници, като изгарянето на изкопаеми горива; изгаряне на биомаса, включително обезлесяване; някои промишлени процеси водят до значително отделяне на въглероден диоксид (например производството на цимент).
Основните консуматори на въглероден диоксид са растенията (въпреки това, в състояние на приблизително динамично равновесие, повечето биоценози, поради разпадането на биомасата, произвеждат приблизително същото количество въглероден диоксид, което абсорбират) и световния океан (въглероден диоксид се разтваря във водата на земните океани сто пъти повече, отколкото присъства в атмосферата, намира се като бикарбонатни и карбонатни йони, които се получават от реакции между скали, вода и CO2).
Антропогенните емисии увеличават концентрацията на въглероден диоксид в атмосферата, което вероятно е основният двигател на изменението на климата. Въглеродният диоксид е „дълготраен“ в атмосферата. Според съвременните научни концепции възможността за по-нататъшно натрупване на CO2 в атмосферата е ограничена от риска от неприемливи последици за биосферата и човешката цивилизация, поради което бъдещият му емисионен бюджет е крайна стойност. Концентрацията на въглероден диоксид в атмосферата на Земята в сравнение с прединдустриалната ера (1750 г.) през 2017 г. се е увеличила от 277 на 405 ppm, т.е. с 46%.
Наред с годишното увеличение от 2,20±0,01 ppm се наблюдава периодична промяна в концентрацията с амплитуда 3 – 9 ppm през годината, която следва развитието на вегетационния период в Северното полукълбо. Тъй като всички основни континенти са разположени в северната част на планетата, влиянието на растителността на Северното полукълбо доминира в годишния цикъл на концентрация на CO2. Нивото достига максимум през май и минимум през октомври, когато количеството биомаса, която извършва фотосинтеза, е най-голямо.

## Метан
Животът на метана в атмосферата е приблизително 10 години. Сравнително краткият живот, съчетан с голям парников потенциал, ни позволява да преразгледаме тенденциите на глобалното затопляне в близко бъдеще.
Доскоро се смяташе, че парниковият ефект на метана е 25 пъти по-силен от този на въглеродния диоксид. Сега обаче Междуправителственият панел на ООН по изменение на климата (IPCC) твърди, че „парниковият потенциал“ на метана е дори по-опасен, отколкото се предполагаше преди. Според доклада на IPCC, цитиран от Die Welt, на 100-годишна база парниковата активност на метана е 28 пъти по-силна от тази на въглеродния диоксид, а в 20-годишна перспектива – 84 пъти.
При анаеробни условия (блата, влажни почви, черва на преживни животни) метанът се образува биогенно в резултат на жизнената дейност на определени микроорганизми.
Основните антропогенни източници на метан са животновъдство, отглеждането на ориз, изгаряне на биомаса (включително обезлесяването).
Последните проучвания показват, че през първото хилядолетие на нашата ера е настъпило бързо увеличаване на концентрацията на метан в атмосферата (вероятно в резултат на разширяването на селскостопанското производство и говедовъдството и изгарянето на гори). Концентрациите на метан са спаднали с 40% между 1000 и 1700 г., но са започнали да се повишават отново през последните векове (вероятно в резултат на увеличаване на обработваемата земя, паша и изгаряне на гори, използване на дърва за отопление, увеличаване на броя на добитъка, количеството отпадъци, отглеждане на оризa), изтичане на метан от въглищни залежи при добив на антрацитни въглища и природен газ, както и емисии на метан от биогаз от депа за отпадъци.
Анализът на въздушните мехурчета в древните ледниции предполага, че сега има повече метан в земната атмосфера, отколкото когато и да било през последните 400 000 години. От 1750 г. средната глобална атмосферна концентрация на метан се е увеличила с 257% (от около 723 на 1859 части на милиард по обем (ppbv) през 2017 г.. През последното десетилетие, въпреки че концентрациите на метан продължават да нарастват, темпът на растеж се забавя. В края на 70-те години темпът на растеж беше около 20 ppbv годишно. През 80-те години растежът се забавя до 9 – 13 ppbv годишно. Между 1990 г. и 1998 г. има увеличение между 0 и 13 ppbv годишно. Скорошни проучвания (Dlugokencky и др.) показват устойчива концентрация от 1751 ppbv между 1999 и 2002 г.
Метанът се отстранява от атмосферата чрез няколко процеса. Балансът между емисиите на метан и процесите на отстраняване в крайна сметка определя атмосферните концентрации и времето на престой на метана в атмосферата. Доминиращо е окислението чрез химична реакция с хидроксилни радикали (ОН). Метанът реагира с OH в тропосферата, за да произведе CH3 и вода. Стратосферното окисление също играе (незначителна) роля при отстраняването на метан от атмосферата. Тези две реакции с OH представляват около 90% от отстраняването на метан от атмосферата. Освен реакцията с ОН са известни още два процеса: микробиологичната абсорбция на метан в почвите и реакцията на метан с хлорни (Cl) атоми на морската повърхност. Приносът на тези процеси е съответно 7% и под 2%.

## Озон
Озонът е от съществено значение за живота, тъй като предпазва Земята от силното ултравиолетово лъчение на слънцето.
Учените обаче правят разлика между стратосферния и тропосферния озон. Първият (т.нар. озонов слой) е постоянната и основна защита срещу вредните лъчения. Вторият се счита за вреден, тъй като може да се пренесе на повърхността на Земята и поради своята токсичност да навреди на живите същества. В допълнение, увеличаването на съдържанието на тропосферния озон е допринесло за нарастването на парниковия ефект на атмосферата. Според най-широко приетите научни оценки приносът на озона е около 25% от приноса на CO2.
Повечето тропосферен озон се произвежда, когато азотни оксиди (NOx), въглероден оксид (CO) и летливи органични съединения реагират химически в присъствието на кислород, водни пари и слънчева светлина (което води до образуването на т.нар. фотохимичен смог). Транспортът, промишлените емисии и някои химически разтворители са основните източници на тези вещества в атмосферата. Метанът, чиято концентрация в атмосферата се е увеличила значително през последния век, също допринася за образуването на озон.
Животът на тропосферния озон е приблизително 22 дни, а основните механизми за отстраняването му са свързване в почвата, UV разграждане и реакции с радикалите OH и NO2..
Концентрациите на тропосферния озон са силно променливи и неравномерно географски разпределени. В САЩ има система за мониторинг на нивото на тропосферния озон, и Европе основана на спътниково и и наземно наблюдение. Тъй като озонът изисква слънчева светлина, за да се образува, високи нива на озон обикновено се появяват по време на периоди на горещо, слънчево време.
Увеличаването на концентрацията на озон близо до повърхността има силно отрицателно въздействие върху растителността, увреждайки листата и потискайки техния фотосинтетичен потенциал. В резултат на историческия процес на увеличаване на концентрациите на приземния озон, способността на земната повърхност да абсорбира CO2 вероятно е била потисната и следователно скоростта на растеж на CO2 се е увеличил през XX век. Учените (Sitch и др., 2007) смятат, че това непряко влияние върху климата почти е удвоило приноса на приземния озон за изменението на климата. Намаляването на замърсяването с озон в долната тропосфера може да компенсира 1 до 2 десетилетия емисии на CO2 при относително ниски икономически разходи (Wallack и Ramanathan, 2009 г.).

## Азотни оксиди
Парниковата активност на „райския газ“ е 298 пъти по-голяма, отколкото на въглеродния диоксид. В допълнение, азотните оксиди могат да повлияят на озоновия слой като цяло.
От 1750 г. средната глобална атмосферна концентрация на азотен оксид N2O се е увеличила с 22% през 2017 г. (от около 269 на 329 части на милиард по обем (ppbv)).

## Фреони
Парниковата активност на фреоните е 1300 – 8500 пъти по-висока от тази на въглеродния диоксид. Основният източник на фреон са вулканичните газове. Производството на фреон от човека е около 0,3% от естествените емисии.